# 4 Pułk Artylerii Górskiej (austro-węgierski)
Pułk Artylerii Górskiej Nr 4 (niem. Gebirgsartillerieregiment Nr. 4, GAR. 4) – pułk artylerii górskiej cesarskiej i królewskiej Armii.
Pułk został utworzony 1 marca 1913 roku. Równocześnie został rozformowany dotychczasowy Pułk Artylerii Górskiej Nr 4 w Sarajewie.
W 1914 pułk wchodził w skład 3 Brygady Artylerii Górskiej należącej do 16 Korpusu.
Sztab pułku stacjonował w Nevesinje, dywizjon armat w Bilećy (niem. Bilek), dywizjon haubic w Spittal an der Drau, a kadra zapasowa w Budapeszcie. Pułk otrzymywał uzupełnienia z terytorium 4 Korpusu.

## Komendanci pułku
- ppłk Adolf Duras (1913 – 1914[1])